# Antonio Adamini
Antonio Adamini (Agra, 25 dicembre 1792 – San Pietroburgo, 16 giugno 1846) è stato un architetto svizzero, originario del Canton Ticino, in una frazione dell'attuale comune di Collina d'Oro.

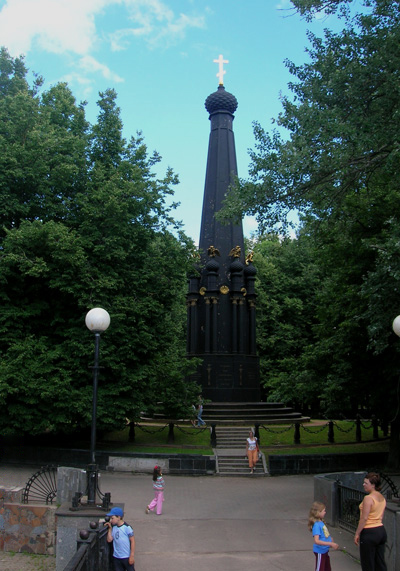

Nato a Bigogno di Agra, vicino a Lugano, appartenne a quel gruppo di architetti italiani (Rastrelli, Quarenghi, Rusca, Rossi, Fossati) che fecero apprezzare l'arte italiana all'estero ed in special modo in Russia. A Pietroburgo, dove tenne dal 1817 alla morte la carica di architetto della città, realizzò il palazzo di Tauride e prese parte, insieme con il francese Auguste Ricard de Montferrand, alla riedificazione della cattedrale di Sant'Isacco e del Palazzo d'Inverno.